# 크리스마스섬집박쥐
크리스마스섬집박쥐(Pipistrellus murrayi)는 애기박쥐과에 속하는 박쥐의 일종이다. 오스트레일리아 크리스마스섬에서만 발견된다. 몸무게가 약 3~4.5g으로 작은 박쥐이다. 곤충을 먹으며, 나무 구멍과 부패한 식물 속에 도금자리를 만든다.